# برگه اویاسیون
برگه اویاسیون (به فرانسوی: Breguet Aviation) با نام کامل سوسیته دزآتلیه داویاسیون لوئی برگه (به فرانسوی: Société des Ateliers d'Aviation Louis Bréguet) (شرکت کارگاه‌های هوانوردی لویی برگه) یک شرکت فرانسوی سازندهٔ هواگرد بود. این شرکت در سال ۱۹۱۱ به وسیلهٔ پیشگام هوانوردی لویی شارل برگه برپا شد.
آویون برگه به همراه بریتیش ایرکرفت شرکت‌های مادر شرکت سپکت بودند که برای ساخت و تولید هواپیمای سپکت جگوار تشکیل شده بود. در سال ۱۹۷۱ این شرکت با شرکت داسو اویاسیون ادغام شد و شرکت آویون مارسل داسو-برگه را پدید آورد.